# Cook Codec
Cook Codec とは、リアルネットワークス社によって開発されたプロプライエタリな非可逆音声ファイルフォーマットであり、Cooker, Gecko, RealAudio G2, RealAudio 8 low bitrate (RA8LBR)とも呼ばれている。
1998年に発表されたCookはリアルネットワークス社が初めて自社開発した音声フォーマットであり、開発者であるKen Cookieの名をとってCookと名づけられた。フォーマットはG.722.1をベースにしているとされており、単一ブロックサイズの修正離散コサイン変換を改変したものである。
2003年には、リアルネットワークス社はサラウンドを利用可能なバージョンのCookを発表し、RealAudio Multichannelと名付けた。これはもともとは"whrl"のFourCC識別子を持っていたが、現在では通常の(モノラルまたはステレオの)Cookと同じ"cook"が用いられている。
リアルネットワークス社はCookについての技術情報を公開してはいないが、リバースエンジニアリングによってフォーマットは解析され、2005年12月にはFFmpegのlibavcodecがCookでエンコードされたファイルを再生できるデコーダーを搭載した。2009年7月には、RockboxもCookでエンコードされたファイルの再生に対応した。